# Jatisari (Cileungsi)
Jatisari is een bestuurslaag in het regentschap Bogor van de provincie West-Java, Indonesië. Jatisari telt 7127 inwoners (volkstelling 2010).